# Monte Resegone
Monte Resegone (Resegun v dialektu na straně Lecco, Resegù v dialektu na straně Bergamo, Resegun de Lecch zastarale v Miláně a Como), nazývaná také Monte Serrada, je hora v Orobských Alpách, vysoká 1875 metrů nad mořem, nacházející se mezi italskými provinciemi Bergamo a Lecco.
Název odkazuje na tvar hřebene. Italská verze lombardského výrazu resegun znamená "velká pila". Při pohledu z města Lecco vyniká 13 či 14 hlavních hrotů jako pilový list. Druhý název ze španělštiny poukazuje, že uzavírá "serra" údolí.
Nejvýraznější vrcholy Resegone jsou Punta Cermenati, Punta Stoppani, Punta Manzoni, il Dente, Cima Pozzi, Pizzo Daina a Torre di Valnegra.

## Geomorfologie
Masiv Resegone je složený převážně z dolomitu patřící do geologické formace Dolomia Principale z triasu. Na straně k Leccu jsou stěny strmé, směrem k Bergamu pozvolné.

## Turistika
Normální výstup po stezce č. 1 představuje náročnou pěší túru. Výchozím bodem je parkoviště u dolní stanice lanovky Piani d’Erna. Trasa měří přibližně 9 km a zahrnuje převýšení 1 265 metrů. Pomocí lanovky je možné výstup zkrátit na 5 km s převýšením 570 metrů.
Na hlavní hřeben vede řada horolezeckých tras různé obtížnosti. V oblasti se rovněž nachází několik zajištěných cest (via ferrata). Pro skialpinisty existuje přístupová trasa z bergamské strany.

## Horské chaty
- Capanna Alpinisti Monzesi (známá jako Capanna Monza)
- Rifugio Luigi Azzoni (pod vrcholem)
- Capanna Sociale Ghislandi (známá jako Baitello)
- Rifugio Antonio Stoppani
- Rifugio Resegone

## Galerie

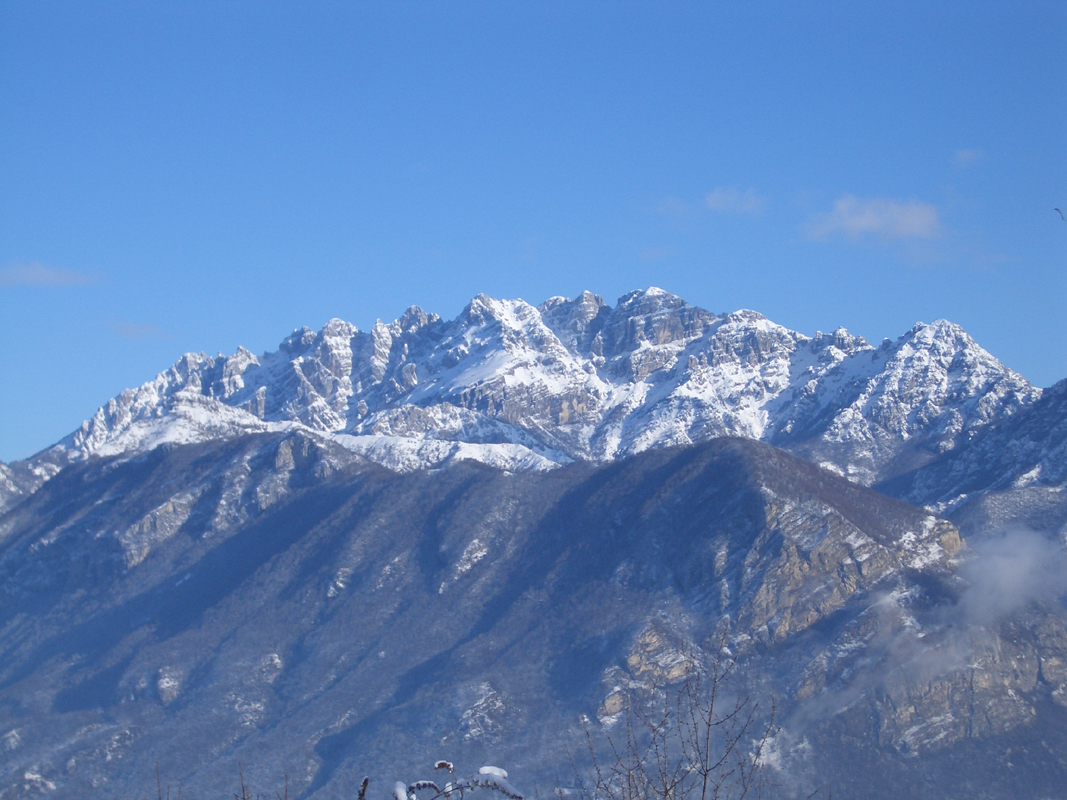
Resegone v zimě
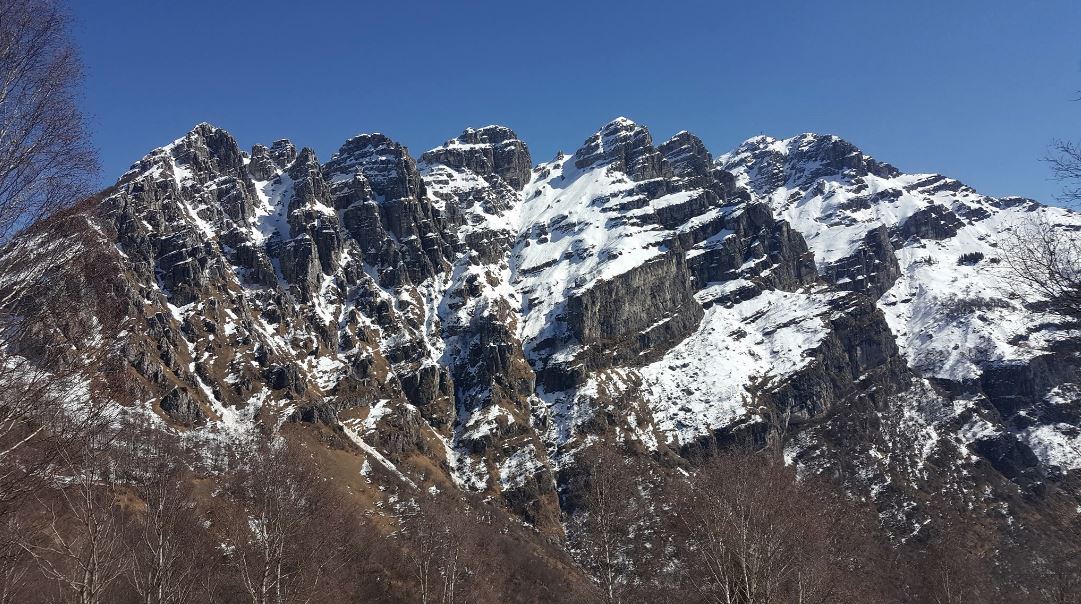
Stěna Resegone nad Lecco
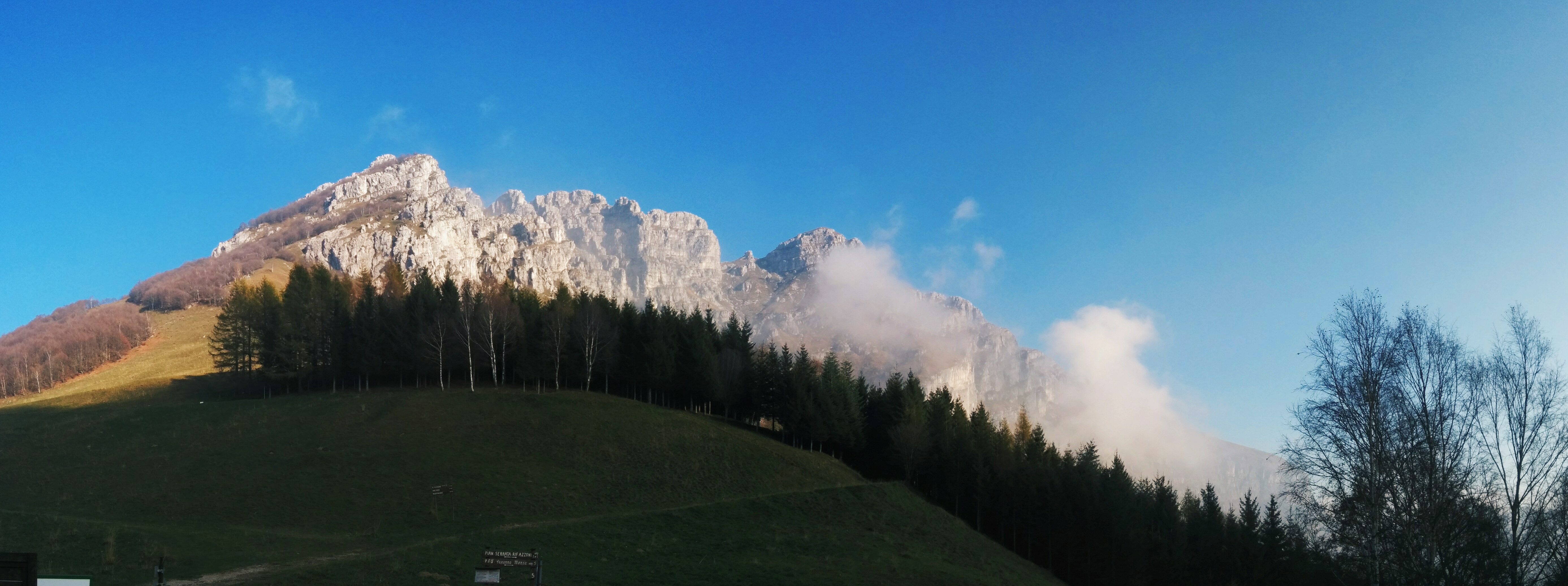
Pohled od Piani d'Erna
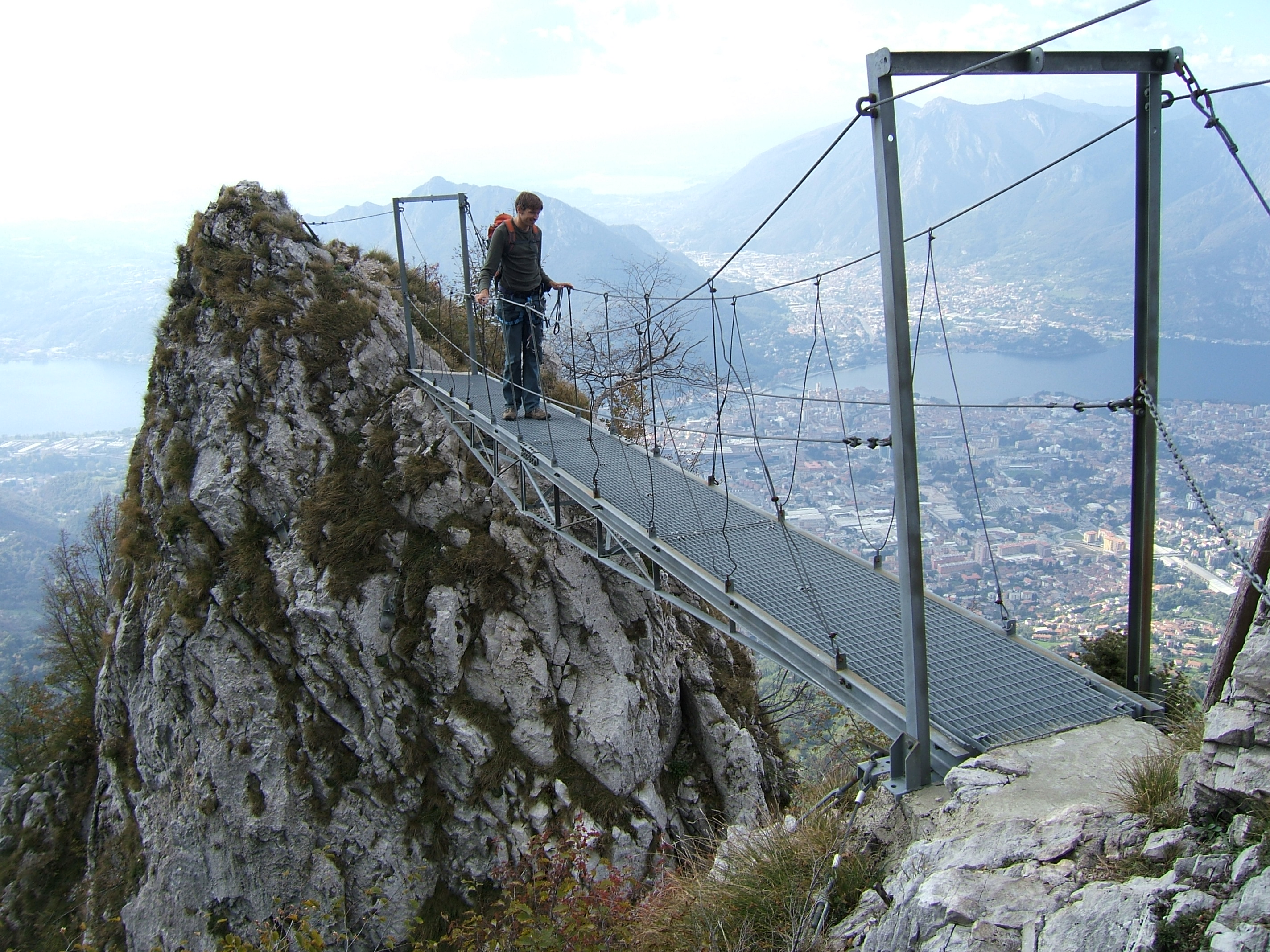
Feráta Gamma Uno
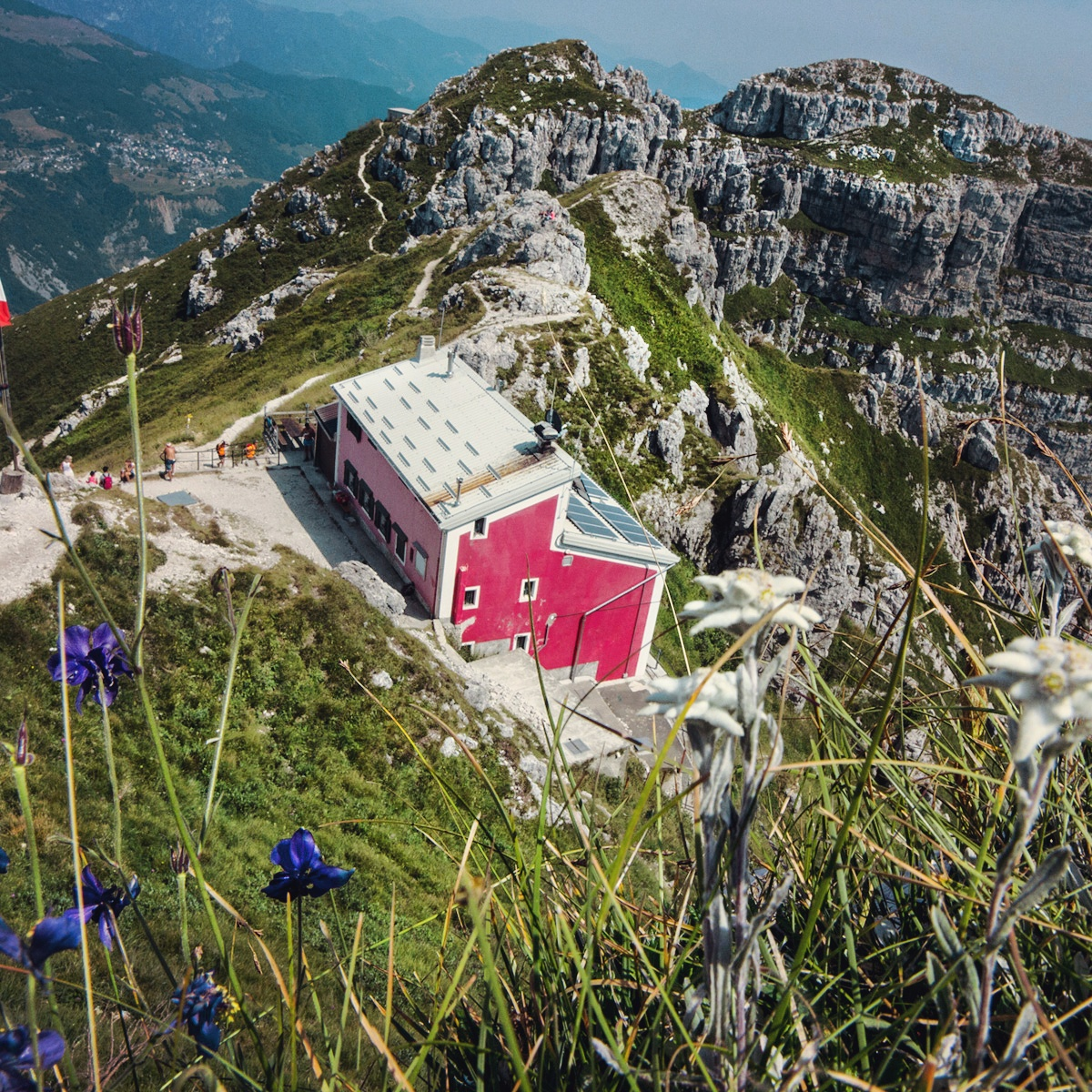
Chata Luigi Azzoni
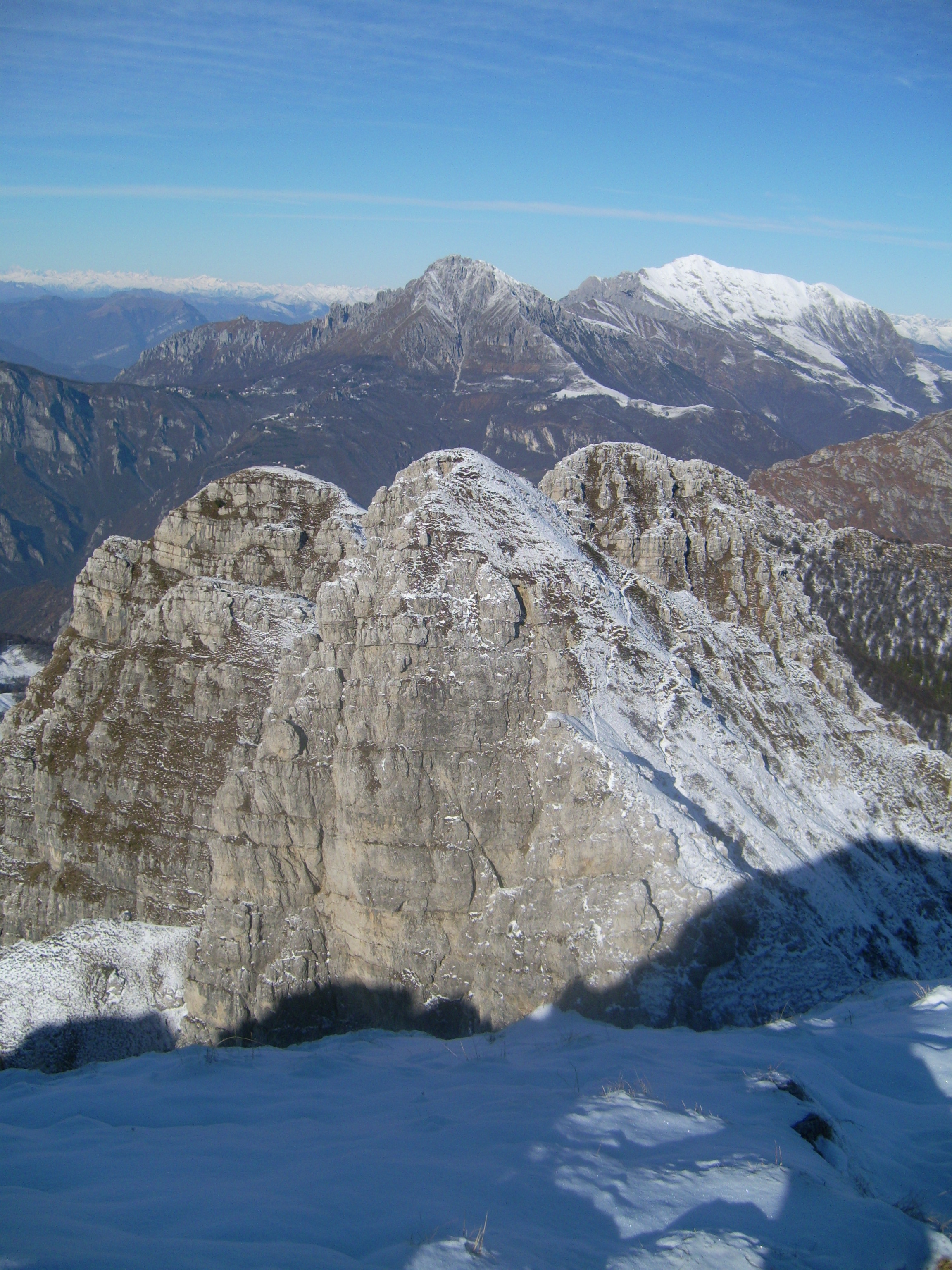
Vrcholový hřeben
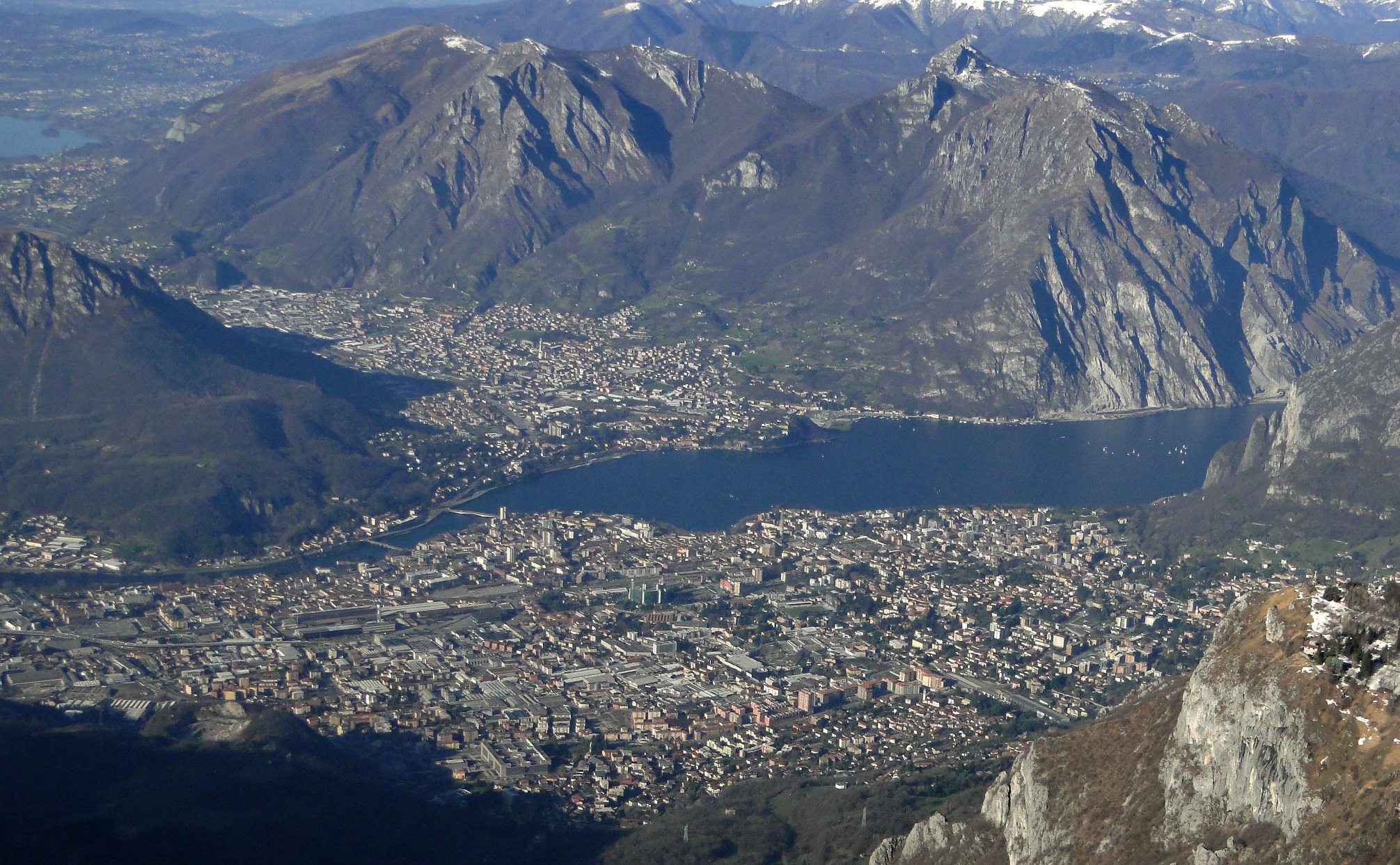
Město Lecco viděné z Resegone